# Dora Gaitanovici
Dora Gaitanovici (n. 10 iunie 2000, Buzău, România) este compozitoare și cântăreață, finalistă la Vocea României în anul 2018.

## Biografie
Dora Gaitanovici a absolvit Colegiul Național „B. P. Hasdeu” din Buzău, profil limbi străine, în anul 2019. A susținut admiterea la Conservator, reușind să intre prima pe listă la secția Compoziție Muzică Clasică. Pasiunea ei pentru muzică a început încă de la grădiniță. Cântă la pian de la vârsta de patru ani, a compus prima piesă la nouă ani, a studiat saxofonul și canto, fiind pasionată de jazz, blues, rock, muzică clasica și folclorică. A participat la diverse concursuri și festivaluri de compoziție. În 2018 a fost finalistă la competiția națională Eurovision România și la Festivalul „Cerbul de Aur”, precum și la emisiunea Vocea României, unde a cântat împreună cu Irina Rimes, antrenoarea sa în acel sezon, melodia „Nu știi tu să fii bărbat”. După votul publicului a ocupat locul doi.
A realizat imnul Colegiului Național „B. P. Hasdeu”  Buzău, la împlinirea a 150 de ani de la înființare și imnul Drăgăicii din Buzău.
În 2024, împreună cu trupa ei, s-a alăturat Programului Ajungem MARI, care atrage atenția asupra nevoilor copiilor instituționalizați și din medii defavorizate din România, cu piesa „Micul Prinț”.

## Colaborări
Colaborează cu: Implant pentru Refuz, Bucium, Undercover, Filarmonica „Paul Constantinescu” din Ploiești. Are apariții TV și difuzări radio la: TVR 2, TV Campus, Radio Focus FM, Radio România Internațional, Radio România Cultural,  Radio România Actualități, Radio Iași.
Compoziții proprii: ,,Ana”, „Drăgaica de la Buzău”, „Poveste de Crăciun”, „Un suflet curat”, „Mai aproape”, „Fără tine”.
Piese:
- „Feel It All”- albumul Feel It All - 2019
- „Doar eu”- albumul Doar eu - 2020
- „Colț de lună”, „Când s-o-mpărțit norocu” - albumul Top muzică românească - vara 2020
- „Ana”, „Cosânzeana”, „Descântec”, „Făt-Frumos”, „Manole” - albumul Descântec - 2022[15]
- ”Dor” - din albumul cu același nume alături de Irina Rimes - 2025

## Distincții
Dora Gaitanovici a obținut premiul al II-lea pentru compoziție proprie, cu piesa „Tinerețe fără bătrânețe”, în 2021, în cadrul Concursului Național de Interpretare și Creație Muzicală „Paul Constantinescu” din Ploiești.
- „Trofeul Tinereții” - Amara 2017 - trofeul festivalului[17]
- Festivalul „Radu Șerban”- 2017 - trofeul festivalului
- Festivalul George Grigoriu - 2017 - premiul al III-lea
- Finala Selecției Naționale - Eurovision 2018 - locul 6
- Trofeul MUZIC-ADA - 2017
- Trofeul Creație „Mamaia Copiilor” - 2015, cu piesa „Doar eu”, compoziție proprie[6]
- Marele premiu „Talentul din liceu se-arată” - 2016